# 六神磊磊
六神磊磊（1984年—），本名王曉磊，中國作家。六神磊磊曾任新华社重庆分社政法记者，2013年开设微信公众号「六神磊磊读金庸」。2016年，六神磊磊辞掉记者工作，專心經營微信公眾號。2017年5月28日，六神磊磊开了另外一个微信公众号「六神磊磊读唐诗」。作品有《给孩子的唐诗课》、《六神磊磊读唐诗》、《你我皆凡人——从金庸武侠里读出的现实江湖》、《越过人生的刀锋——金庸女子图鉴》、《六神磊磊读金庸》等。